# Новицький Ілля Федорович
Ілля Новицький — (приблизно у 30-х р. XVII ст — на поч. 1704 р) — військовий діяч, полковник компанійського (охочекомонного) полку Гетьманщини.

## Загальні відомості
Вперше ім'я Іллі Федоровича Новицького зустрічається в документах, датованих 23 червня 1671 р. У той час Новицький був «комендантом його королівської милості димерським». Походив він з козацької родини, і, можливо, згадуваний у «Реєстрі 1649 року» козак чигиринської сотні Федір Новицький був його батьком. Виходячи з орієнтовної дати смерті Іллі Федоровича і знаючи, до якого похилого віку він дожив, можна припустити, що народився він десь на початку 30-х років XVII ст.

## Військова служба
Коли і де розпочав свою службу, невідомо. Іван Самойлович у своєму універсалі називав Іллю «людиною, яка з юних літ присвятила себе військовій справі».

### Заснування компанійського полку
У березні 1669 р. після усунення від влади Івана Брюховецького новий гетьман Дем'ян Многогрішний подав на затвердження уряду Московії Глухівські статті, 23-й пункт яких постановляв: створити особливий полк найманців (1000 чоловік), платити їм за службу гроші, визначити певне місце для постою. Основним же їхнім завданням буде «всякие шатости и измены», «всякие ссоркые и смутные слова» серед «пахотных мужиков, бутников, винокуров» підмічати і виявляти, а «буде где от кого шатости и измены, и ему, полковнику, тех своевольных унимать по своим правам». Власне кажучи, утворювався спеціальний полк з поліцейськими повноваженнями. Недоброзичливий до Многогрішного і меткий на слово Самовидець не проминув поіронізувати: Демко Многогрішний, «жебы и его тое не споктало» (те саме, що Брюховецького) «собі гетьманства жичачій, назбирал компанії з литви, ляхов и иных немало, жебы оному зичливими были». Полковником новоствореного полку, а відтак, і першим на Лівобережній Україні компанійським полковником, згідно з текстом Конотопських статей у редакції Величка, став Ілля Новицький. 1672 р. полк було розформовано, і Новицький знову тимчасово стає на службу в містечко Димер комендантом. На той час це містечко виконувало не лише роль ключової фортеці київського Полісся, але й столиці гетьмана Правобережної України Михайла Ханенка.

### Відродження компанійців

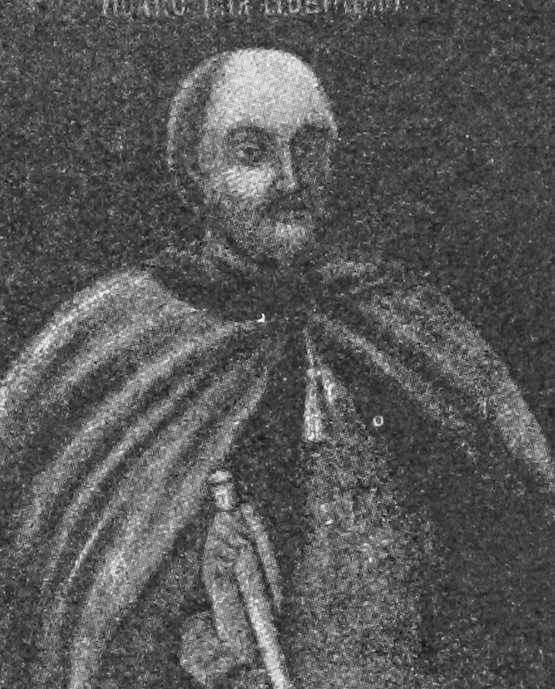
Фото из «ВЭС»

І. Самойлович, перечекавши хисткий період обрання, перейшов до комплектації нових полків, як піхотних (сердюків), так і кінних (компанійців). Залишили на службі і Новицького, хоча комендантом Димера він іменується іще в листах за 1671—1673 pp. У січні 1674 р. архімандрит Інокентій Гізель у своєму листі називає Новицького вже «охочекомонним полковником». Проте лише в 1676 р. Ілля Федорович дістає остаточне затвердження в посаді полковника від Самойловича. А тому сім'я його мешкає в Димері аж до вересня 1677 р. Тільки одержавши охоронну грамоту від гетьмана, Софія Новицька з сином Григорієм і донькою переїздять в містечко Короп, а згодом в подароване полковнику за службу село Нехаївку.
Починаючи з 1674 і до 1697 р Новицький виконував найважливіші доручення гетьманів, командував полком, управляв своїм господарством, займався питаннями охорони кордонів від татар. У сутичці з татарами в 1674 р. Ілля Федорович був тяжко поранений. Згодом він бере найдіяльнішу участь у відсічі турецько-татарських нападів (1677—1678), в Кримських походах В. В. Голіцина (1687, 1689), в нижньодніпровській кампанії (1695—1698), охороняє з полком українські рубежі від вторгнень татарських чамбулів. Він виявляє себе настільки тямущим керівником, що спеціальним універсалом гетьман Іван Мазепа призначає його в 1696 р. головним начальником усіх прикордонних міст і містечок, що мають спільні кордони з кримськими татарами. Стараннями Іллі Новицького та під його безпосереднім керівництвом була створена система охоронної і розвідувальної служби по Дніпру і Ворсклі, спрямована проти турецько-татарських нападів на Лівобережну Україну.
У 1685 р. померла дружина Новицького Софія. Він одружився вдруге, ймовірно, на вдові Забіли Меланії. Від першого шлюбу Ілля мав сина Григорія, який вчився в Києво-Могилянській академії. У 1696 р. Новицький одержав титул «значкового військового товариша» і незабаром пішов у відставку. В листі І. Мазепи до царя від 20 липня 1697 p. Новицький згаданий уже як «бывший полковник охотницкий» Полк свій він передав сину Григорію, який віднині іменується полковником комонним. У відставці Ілля живе в своїй маєтності Нехаївці, займається господарством, вихованням дітей. У 1702 р. він ще згадується як «значковий військовий товариш». Помер десь на початку 1704 р.

## Родинні зв'язки
За час свого життя на Лівобережжі Новицький встиг породичатися кревно, своячництвом чи обрядово майже з усіма представниками найвищої козацької старшини, у тому числі й з гетьманом Іваном Мазепою. Старший син Григорій був одружений з Христиною Герцик, донькою полтавського полковника й рідною сестрою дружини Пилипа Орлика; Іван Ілліч — з Анастасією Журахівською, донькою ніжинського полковника; Яків Ілліч — з Анастасією Дмитрашко-Райчою, донькою переяславського полковника; донька Марія була дружиною Михайла Забіли, представника одної з найвпливовіших в Гетьманщині родин; а інша Ганна — пішла за племінника І. Мазепи Степана Трощинського. Ілля Федорович був кумом майже всіх полковників та генеральних старшин.
Сина Новицького — Григорія — за участь у виступі Мазепи Петро І вислав у Березов, де той і помер. Перебуваючи в Сибіру, Григорій — людина освічена — написав книгу «Краткое описание о народе остяцком». Молодший син — Іван — дістав титул бунчукового товариша, був прилуцьким полковником-комісаром. Онук — Петро Іванович Новицький — служив канцеляристом у Генеральній військовій канцелярії, у 1745 р. одержав звання бунчукового товариша, а в 1776 р.— «малороссийского полковника». Мав Ілля Федорович й інших дітей. Численні нащадки його іще в кінці XIX ст. жили на Полтавщині. З часів Іллі Федоровича Новицькі мали шляхетне звання і відповідний герб.

### Епілог
Ілля Новицький був типовим представником козацької старшини і, як син свого часу і класу, прагнув до розширення своїх маєтностей, збільшення власності. За час служби йому таки вдалося зібрати добрі статки і стати одним з найбільших дідичів Лівобережжя, що засвідчують згадки про численні маєтності, ґрунти, млини, промисли, що належали Іллі Федоровичу, а також скарги селян і міщан на утиски з боку його слуг. Так, Новицький володів містечком Снятин, селами Щоки, Литвяки, Окоп, Кліщинці, Нехаївка, Ісаєчі, Гробище та Хорошки.
Як політичний і військовий діяч він відіграв прогресивну роль у боротьбі з агресією Туреччини та Криму, у зміцненні кордонів України.